# Xanthorhoe similisata
Xanthorhoe similisata là một loài bướm đêm trong họ Geometridae.